# 普灰蝶屬
普灰蝶屬（Buff，學名：Ptelina）是灰蝶科圓灰蝶亞科盆灰蝶族中的一個屬。物種分佈於非洲中部森林。

## 物種
- 普灰蝶 Ptelina carnuta
- 透翅普灰蝶 Ptelina subhyalina